# Tokusima prefektúra
A Tokusima prefektúra (徳島県; Hepburn: Tokushima-ken) Japánban, Sikoku szigetén található. Fővárosa szintén a Tokusima nevet viseli.

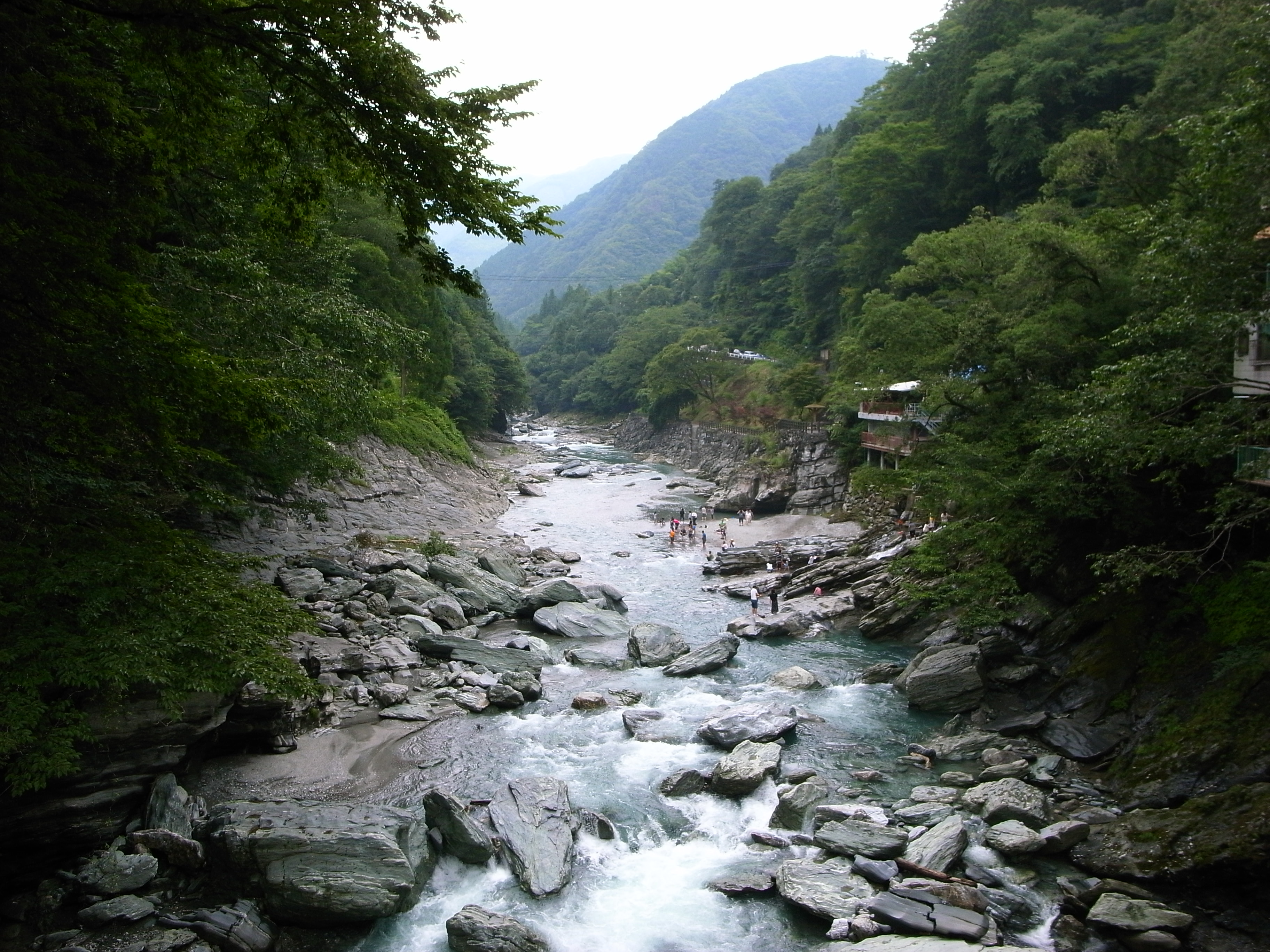
Rálátás az Ija-völgyre, Mijosi

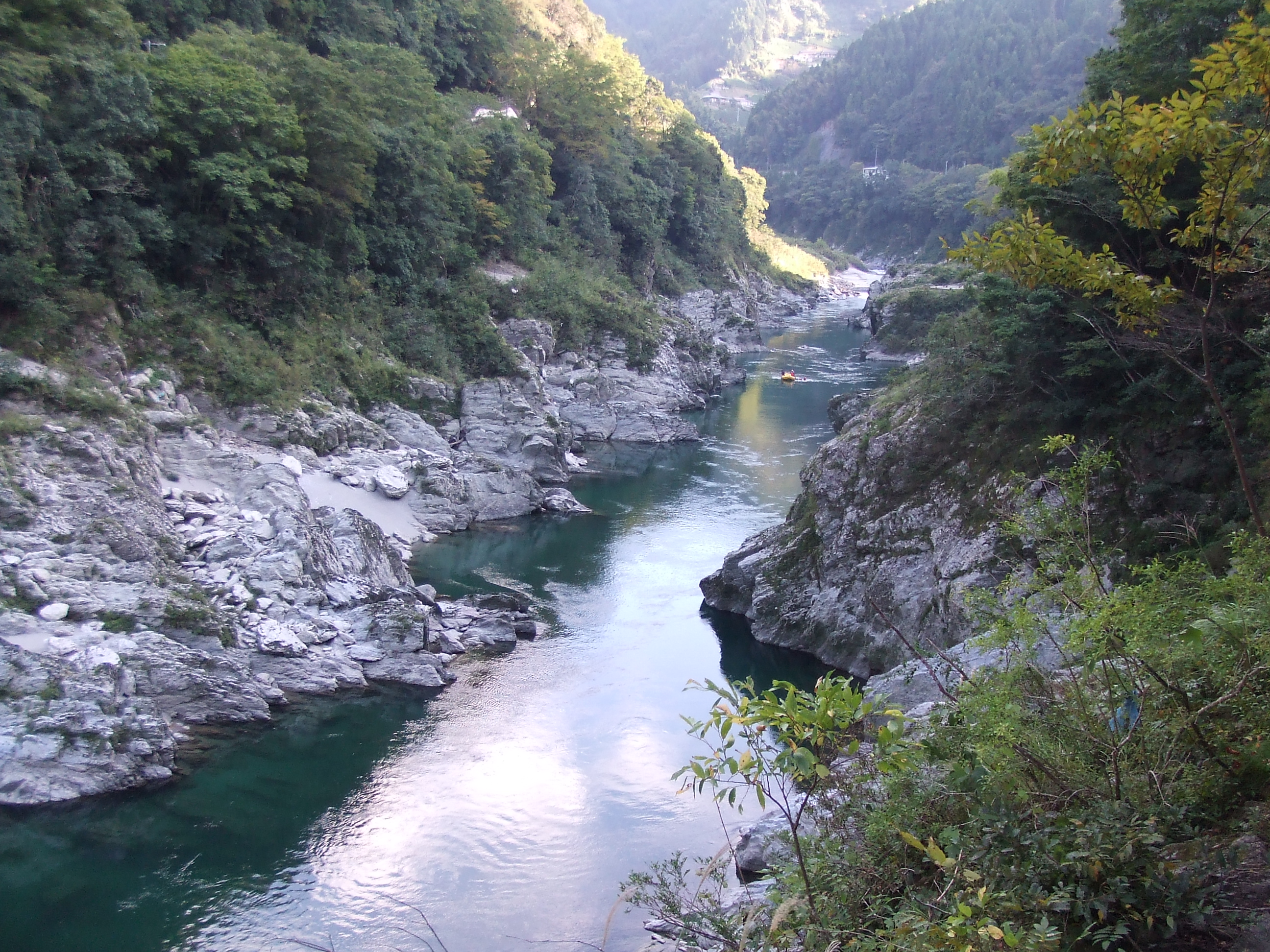
Oboke és Koboke völgy

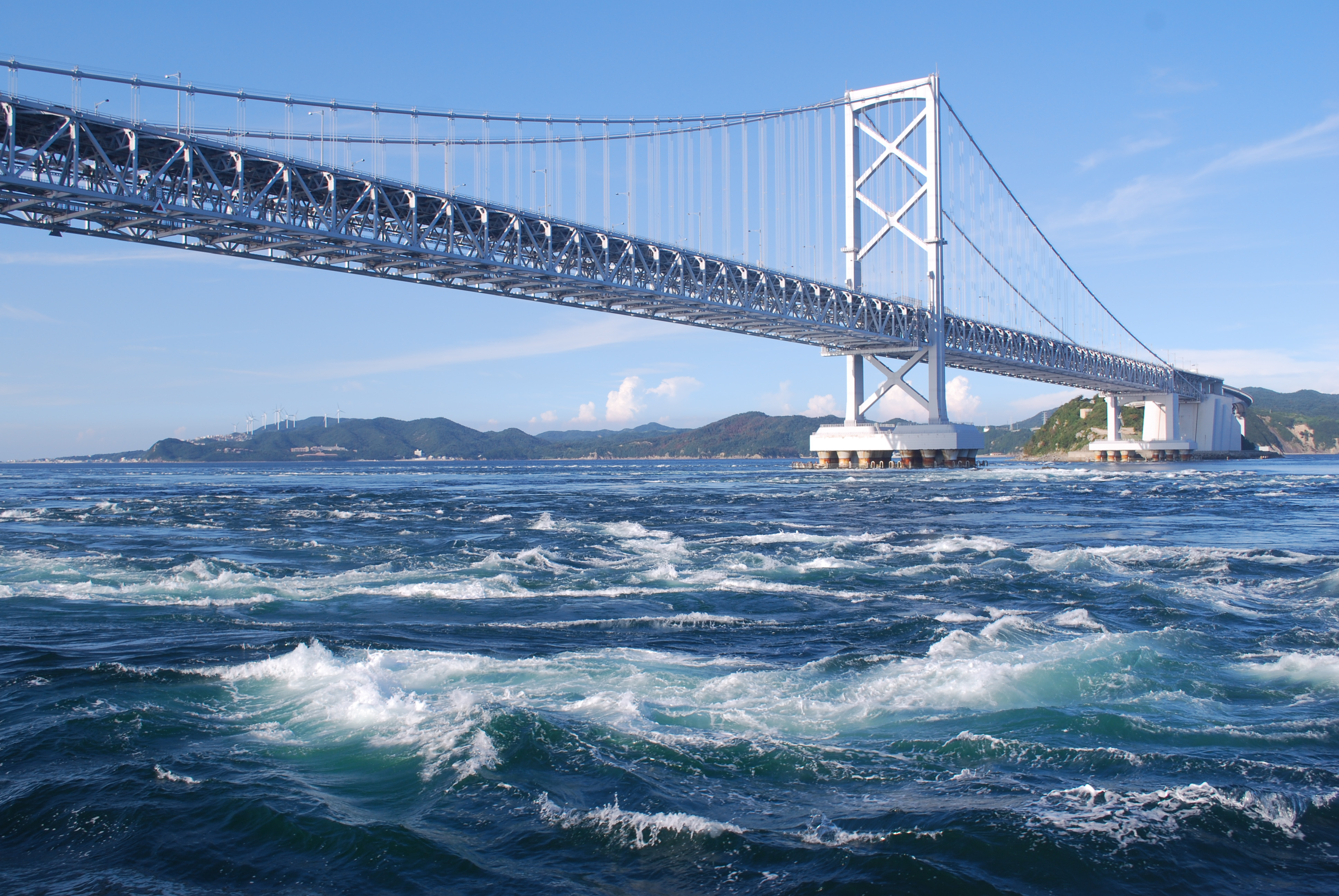
Onaruto-híd és Naruto örvények

## Történelme
A Meidzsi restauráció előtt Tokusima prefektúrát Ava tartományként ismerték. Az ókorban Tokusima városa a Mjódó körzethez tartozott. A kormányzat megszilárdításának első hullámában el kívánták törölni a feudális rendszert, valamint létrehozni a prefektúrákat. 1871-ben Mjódó prefektúrává vált. Akkoriban magában foglalta az Ava régiótól délre eső területeket, valamint az Avadzsi sziget területét is. 1873-ban a fejlődő prefektúra határvidékeit elfoglalta a Kagava prefektúra.
A kormányzat megszilárdítására tett lépések második hullámában 1875. szeptember 5-én szétválasztották a Szanuki régiót, hogy
létrehozzák a mai Kagava prefektúrát. 1876. augusztus 21-én az Avadzsi szigetet leválasztották, hogy a Hjógo prefektúrához csatolják, majd az Ava prefektúrát is szétválasztották, hogy létrehozzák a Kócsi prefektúrát.
1880. március 2-re a Mjódó prefektúrát teljesen elkülönítették a Kócsi prefektúrától, hogy beolvasszák a Tokusima prefektúrába.

## Földrajz

### Városok
Tokusima prefektúrában 8 nagyváros található.
| - Anan - Ava - Komacusima - Mima | - Mijosi - Naruto - Tokusima (Főváros) - Josinogava |

### Nemzeti Parkok
A Szanuki hegyvonulat a prefektúra északi határvidékén húzódik.
2012. április 1-jei adatok szerint a prefektúra területének 9%-án találhatóak nemzeti parkok. Név szerint:
Szetonaikai Nemzeti Park, Muroto-Anan Kaigan Nemzeti Park, Curugiszan Nemzeti Park. Csúbu Szankei, Docsú-Kócu, Hasikura, Higasi Szankei, Okumijagava-Ucsidani és Oaszajama parkok.

## Gazdaság és ipar
Tokusima gazdasági gerince az alábbi három ágazatból tevődik össze: mezőgazdaság, erdőgazdálkodás, halászat.
A mezőgazdasági dolgozók és a termelés százalékos aránya – Kócsi mellett – a második legnagyobb a Sikoku régióban. Rizsföldek a Josino-folyó alacsonyabban fekvő területein találhatóak, illetve a part menti keskeny síkságokon.
A fennmaradó területek nagyobb részén zöldségeket és virágokat termesztenek. Tokusima prefektúra Japán legnagyobb karfiol és lótuszgyökér beszállítója és a negyedik legnagyobb répa termelője. A japán indigót kizárólag itt termesztik.
Észak-Tokusima növekedését és fejlődését felgyorsította az Akasi Kaikjó híd megépítése, mely létrejöttével közúti összeköttetést biztosít az Avadzsi-szigeten lévő Ivaja és Kóbe között. Az ipari fejlesztések, a terjeszkedés nagy része Tokusima és Naruto köré központosulnak. Különösen gyors fejlődésnek indult Itano kerület két városa Aizumi és Kitadzsima. Ez a fejlődési folyamat előrevetíti újabb nagyvárosok létrejöttét az Itano kerületben.

## Mezőgazdaság
Tokusima mezőgazdasági erőforrásokban is bővelkedik, melyek lehetővé teszik, hogy sokféle zöldséget termesszenek.
A Josino folyótól északra elterülő síkságok különösen termékenyek és tápanyagban gazdagok, az itt megtermelt zöldségeket gyakran szállítják az anyaország alábbi területeire : Oszaka, Kiotó és Kóbe.
Tokusima termékei a Kanszai régióban jellemzően a legjobb értékelést kapják a piacokon, különösen kiemelkedő a Naruto édesburgonya, a sudachi citrusgyümölcs, a lótuszgyökér és az eper.
A Tokióból származó árudömping viszonylag alacsony belső piacot engedélyez a helyi termékeknek. Ezért a Tokusimai kormányzat mobil konyhákkal és „Friss! Tokusima” feliratú fényszalagokkal reklámozza a helyi termékeket. Ezt annak érdekében teszi, hogy az általános figyelmet a Tokusimai élelmiszerek és zöldségek felé fordítsa és növelje a belső keresletet.
Naruto városában édesburgonyát, lótuszgyökeret, kínai gyöngyhagymát, padlizsánt és daikont, Anan városban bambuszt és rizst, Ava városban salátát, japán őszibarackot és szőlőt termesztenek. A sudachi citrus, répa, eper és a sacumi mandarin az egész prefektúrára jellemző. Emellett kisebb részben megtalálható a kukorica, tavaszi hagyma, répa, zöld tea, juzu és a vad őszibarack.

## Turisztikai látványosságok
- Naruto-csatorna örvények
- Ava Odori Múzeum
- Bizan-hegy
- Tokusima kézműves falu
- Ija-völgy
- Oboke és Koboke völgy

## Politika
Prefektúra kormányzói:
- 1. – Goro Abe (阿部五郎; Hepburn: Goro Abe?) – 1947. április 16. – 1951. április 1.
- 2. – Kuniicsi Abe (阿部邦一; Hepburn: Kuniichi Abe?) – 1951. május 21. – 1955. március 30.
- 3. – Kikutaro Hara (原菊太郎; Hepburn: Kikutaro Hara?) – 1955. április 25. – 1965. szeptember 15.
- 4. – Jaszunobu Takicsi (武市恭信; Hepburn: Yasunobu Takeichi?) – 1965. október 9. – 1981. október 4.
- 5. – Sinzo Miki (三木申三; Hepburn: Shinzo Miki?) – 1981. október 5. – 1993. Október 4.
- 6. – Tosio Endo (圓藤寿穂; Hepburn: Toshio Endo?) – 1993. október 5. – 2002. március 15.
- 7. – Tadasi Óta (大田正; Hepburn: Tadashi Oota?) – 2002. április 30. – 2003. március 30.
- 8. – Kamon Iizumi (飯泉嘉門; Hepburn: Kamon Iizumi?) – 2003. május 18. – napjainkig

## Tokusima jelképe
Tokusima prefektúra jelképe egy hiragana kombináció. A to és ku hiraganából áll.

## Fordítás
Ez a szócikk részben vagy egészben  a   Tokushima Prefecture című angol Wikipédia-szócikk fordításán alapul.  Az eredeti cikk szerkesztőit annak laptörténete sorolja fel. Ez a jelzés csupán a megfogalmazás eredetét és a szerzői jogokat jelzi, nem szolgál a cikkben szereplő információk forrásmegjelöléseként.